# Project Damage Control
Project Damage Control é um projeto paralelo à carreira solo do cantor John Schlitt, lançado em 2005.
O álbum consiste em regravações de músicas de uma banda dos anos 80 chamada "Heart Attack". Os músicos Alan Sandifer e Brent Handy  se reuniram com ex-companheiros de banda na intenção de regravar suas músicas antigas para a posteridade. John Schlitt e o baterista Louie Weaver então foram convidados para participarem do projeto.

## Faixas
Todas as músicas por Wayne Howard e Alan Sandifer, exceto onde anotado.
1. "Dreamscape"
2. "Somewhere"
3. "Liar"
4. "New Jerusalem" (Phil Bland, Wayne Howard e Alan Sandiferm)
5. "Surrender" (Alan Sandifer)
6. "Lost" (Alan Sandifer)
7. "Wonder"
8. "Lay Me Down" (Phil Bland, Wayne Howard e Alan Sandiferm)
9. "Heaven"
10. "Try Again"

## Créditos
- Vocais: John Schlitt
- Guitarra rítmica e teclado: Alan Sandifer
- Teclados e Guitarra rítmica: Brent Handy
- Bateria: Louie Weaver
- Bateria: Christian Dean
- Guitarra rítmica e Guitarra base: George New
- Guitarra: Michael Vines
- Guitarra: Mark Folta